# Монах (поэма)
«Монах» — поэма А. С. Пушкина, написанная им в первые лицейские годы, скорее всего, в 1813 году. Впервые о поэме упоминается в статье В. П. Гаевского в 1863 году, в которой он утверждал, что произведение написано в подражание Баркову.

## История произведения
Черновик произведения содержит три тетради. По характерному юношескому почерку, часто меняющемуся в детстве, и водяным знакам на бумаге черновиков, можно определить более точное время создания произведения — июнь-июль 1813 года. Это делает поэму «Монах» одним из самых ранних произведений Пушкина из дошедших до нас.
Из бесед с А. М. Горчаковым, товарищем Пушкина по лицею, были сделаны заметки о судьбе поэмы.
Из письма князя А. И. Урусова, датированного 20 апреля 1871 года, редактору «Русского архива» П. И. Бартеневу стало известно, что Пушкин, внимательно прислушивавшийся к критике товарища, дал почитать Горчакову поэму «Монах», которую тот «сжёг, объявив автору, что это произведение недостойно его имени»
Академику Я. К. Гроту, посетившему Горчакова в 1880 году, 82-летний князь поведал, что «…когда-то помешал Пушкину напечатать дурную поэму, разорвав три песни её…»
Редактор журнала «Русская старина» М. И. Семевский со слов Горчакова записал:
```
«Славного лицеиста, нашего поэта Пушкина, я весьма любил и был взаимно им любим. С удовольствием вспоминаю, что имел на него некоторое влияние, о чём сужу по следующему случаю. Однажды, ещё в лицее, он мне показал стихотворение довольно скабрезного свойства. Я ему напрямки сказал, что оно недостойно его прекрасного таланта. Пушкин немедленно разорвал это стихотворение».
[
5
]
```

Категоричные утверждения Горчакова по поводу уничтожения данной рукописи потерпели крах, когда черновики поэмы были найдены в архивах князя после его смерти.

## Анализ произведения
В своих исследованиях А. С. Фомичёв пишет об интеграции «Орлеанской девственницы» Вольтера и житии Иоанна Новгородского, святого, который заставил беса вести себя в Иерусалим. Действия поэмы происходят в Подмосковье:
```
"Невдалеке от тех прекрасных мест,
Где дерзостный восстал Иван Великий,
На голове златой носящий крест,
В глуши лесов, в пустыне мрачной, дикой,
Был монастырь..."
[
7
]
```

В. С. Листова подмечает, что в поэме имеется в виду Саввино-Сторожевский монастырь, расположенный около Звенигорода
Поэма раскрывает читателю события, происходящие с монахом Понкратием, которого решил склонить ко греху бес Молок.
С самого начала автор сообщает о неминуемой победе беса над монахом:
```
"Хочу воспеть, как дух нечистый ада
Оседлан был брадатым стариком;
Как овладел он чёрным клобуком,
Как он втолкнул монаха грешных в стадо..."
[
7
]
```

Если сравнивать поэму с житием Иоанна, то бес сам предлагает монаху Порфирию поездку в Иерусалим, на что монах соглашается. Именно в начале подготовки к полёту в Иерусалим поэма заканчивается.
Большинство исследователей утверждает, что поэма «Монах» не закончена. Но О. В. Барский умозаключает, что две последние строки поэмы и есть окончание — это «итоговая моралистическая сентенция, свидетельствующая о завершении рассказа»:
```
"Держись, держись всегда прямой дороги,
Ведь в мрачный Ад дорога широка".
[
7
]
```

По утверждению Б. А. Васильева, «эта задорная фривольная поэма имеет неожиданно серьёзное, более того, проникнутое духовной мыслью заключение…никогда не криви душой, никогда не заключай сделок с совестью из-за каких-либо житейских невзгод»